# Saint-Martin-Choquel
Saint-Martin-Choquel là một xã ở tại tỉnh Pas-de-Calais trong vùng Hauts-de-France của Pháp.

## Địa lý
Saint-Martin-Choquel có cự ly khoảng 13 dặm (21 km) về phía đông nam Boulogne, trên đường D204.

## Dân số
| 1962                                                         | 1968 | 1975 | 1982 | 1990 | 1999 | 2006 |
| ------------------------------------------------------------ | ---- | ---- | ---- | ---- | ---- | ---- |
| 274                                                          | 277  | 304  | 353  | 344  | 397  | 444  |
| Số liệu điều tra dân số từ năm 1962, dân số chỉ tính một lần |      |      |      |      |      |      |

## Địa điểm nổi bật
- Nhà thờ St.Martin, thế kỷ 17.
- Lâu đài, thế kỷ 18.